# Guayana Neerlandesa
La Guayana Neerlandesa (en neerlandés: Nederlands-Guiana) (llamada también Guayana Holandesa, según la RAE) es el nombre dado al conjunto de colonias neerlandesas en la costa norte de América del Sur y que eran administradas por la Compañía Neerlandesa de las Indias Occidentales. Estas colonias fueron conocidas en neerlandés como "la Costa Salvaje" (De Wilde Kust). Hoy en día, la región está ocupada por parte de los estados de Guyana y Surinam.
Las colonias que conformaron en diferentes épocas la Guayana Neerlandesa fueron:
- Surinam
- Barbiezos
- Cayena
- Demerara
- Esequibo
- Pomeroon

## Historia

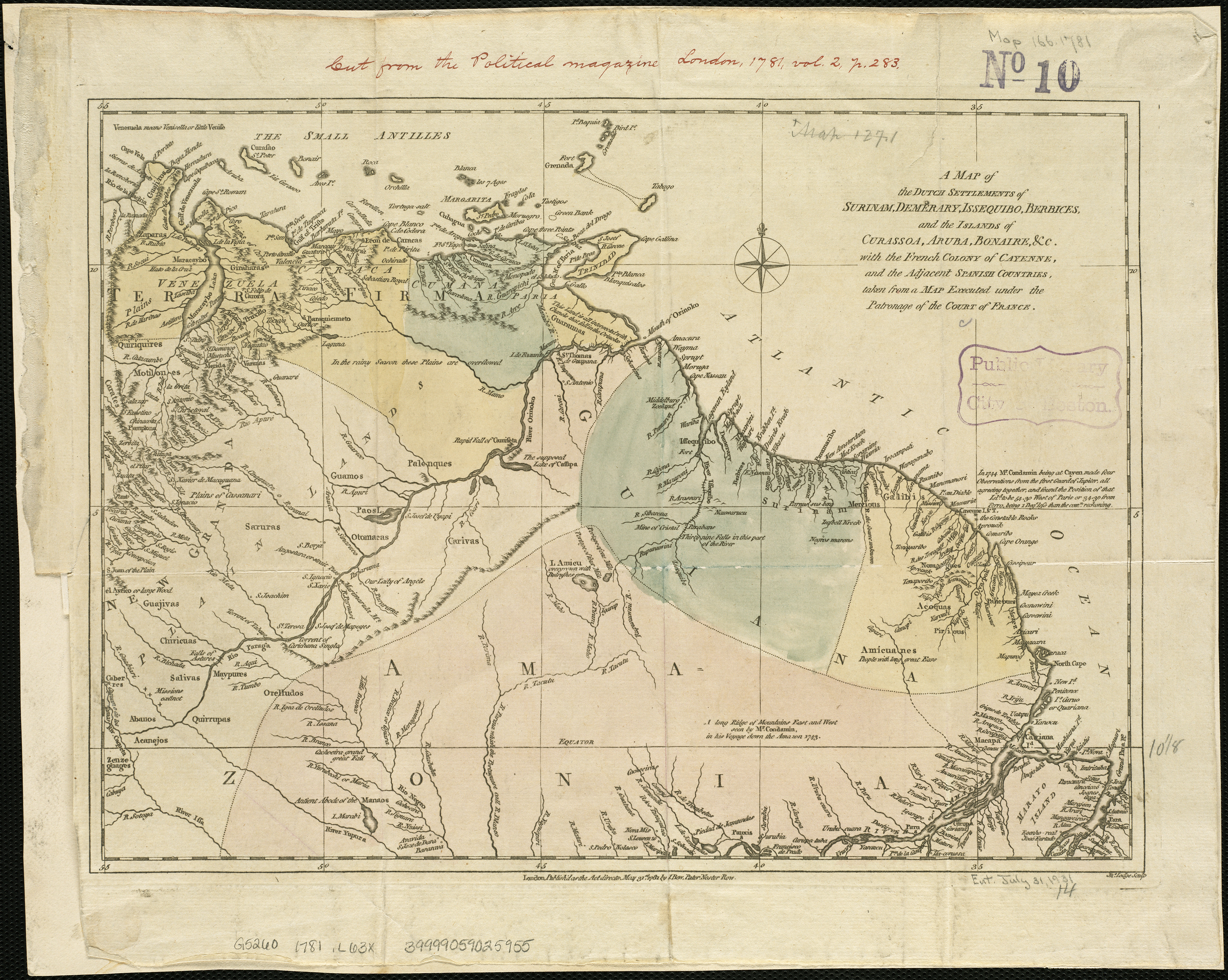
Mapa de la Guayana Neerlandesa.

Antes de la llegada de los europeos, la región estaba habitada por los caribes. Estos poseían hábitos guerreros, vivían en pequeñas comunidades nómadas, dedicados a la caza, la pesca y alguna forma de agricultura. España reclamó toda el área como parte de sus colonias pero sin llegar a ocuparla definitivamente. La primera referencia escrita de la región fue en 1599 en un mapa, dibujado por el cartógrafo belga Jodocus Hondius. A partir de 1600 se asentaron colonos neerlandeses, la mayoría de los cuales procedían de la provincia de Zelanda. Fueron establecidos puestos comerciales (sobre todo, de trueque) cerca de varios ríos, entre ellos el Pomarón, Esequibo, Berbice y los ríos de Surinam; estos fueron fundados por los franceses, neerlandeses y colonos británicos. Debido a los efectos de las enfermedades y los ataques de los nativos, éstas colonias rara vez duraban mucho.
La Compañía de las Indias occidentales Neerlandesas fue creada en 1621, y le fue dado el control sin supervisión de las colonias en América del Sur. La colonia fue administrada por Abraham van Peere, un explorador neerlandés que había fundado el asentamiento de Berbice. Después de la segunda guerra anglo-neerlandesa, Inglaterra cedió a las Provincias Unidas el territorio que hoy ocupa Surinam, a cambio de Nueva Ámsterdam (hoy la ciudad de Nueva York, parte de Estados Unidos de América).
La Guayana Neerlandesa no era una entidad política sino una indicación geográfica. Las colonias que se forman en la Guayana Neerlandesa fueron inicialmente controladas por varias entidades: Demerara era controlada por la Compañía, mientras que Berbice y Surinam estaban controladas por sociedades distintas e independientes. La Guayana Francesa fue brevemente controlada por los neerlandeses entre 1660 y 1664 y de nuevo entre 1676 y 1677.
En la época de la República Bátava (1795-1806), gran parte de la Guayana Neerlandesa fue ocupada de nuevo por los británicos. Después de las guerras napoleónicas en 1814, el Reino Unido obtuvo el control de las dos colonias (Demerara y Berbice) al oeste del río Courantyne. Estas dos colonias se convirtieron en la Guayana Británica. Después de 1815, hubo cinco Guayanas que hacían referencia a sus lenguas dominantes: Guayana española o venezolana (Venezuela), la Guayana Británica, la Guayana Neerlandesa, la Guayana Francesa y la Guayana Portuguesa (Brasil).
En octubre de 1973, los independentistas ganaron las elecciones legislativas y Henck Arron, cabecilla del Partido Nacional Surinamés (NPS) fue nombrado primer ministro del Gobierno local, que desde 1954 ya tenía cierto grado de autonomía.
La colonia siguió siendo parte del Reino de los Países Bajos hasta 1975 cuando la región se independizó como República de Surinam.